# 張鵬飛 (光緒進士)
強鵬飛，一稱張鵬飛，陝西省同州府韓城縣人，清朝政治人物、進士出身。
光緒六年（1880年），参加庚辰科殿試，登進士二甲第35名。同年五月，改翰林院庶吉士。光緒九年四月，散館，著以部属用。曾任山西壽陽縣知縣。